# ماحص

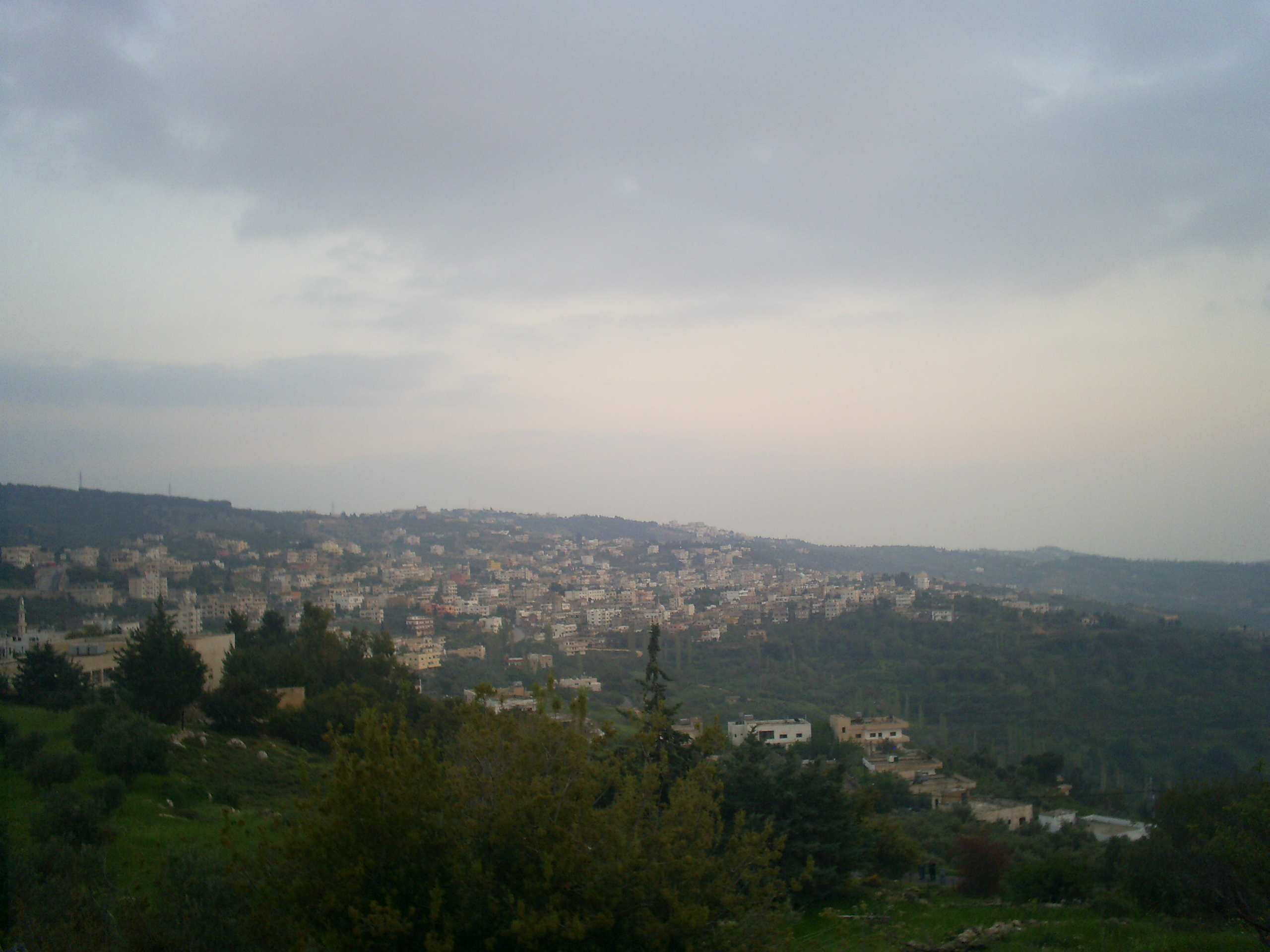
صورة لماحص في فصل الشتاء

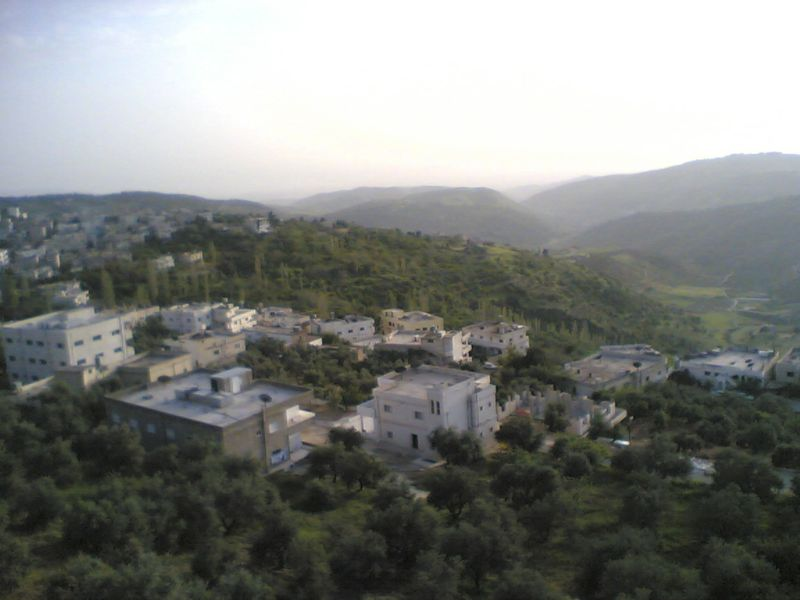
صوره مأخوذه من ماحص باتجاه الضفة الغربية

ماحص بلدة أردنية تبعد عن غرب العاصمة عمان -دابوق تحديدا- 8 كيلومترات فقط. إداريا تقع ماحص في محافظة البلقاء وهي ضمن لواء مستقل (لواء ماحص والفحيص) يحدها غربا وادي شعيب. تطل ماحص شمال غرب على مدينة السلط وتحدها شمالا بلدة الفحيص وشرقا حدود بلدية عمان ويطل عليها من الشرق ضريح الملكة علياء ويحدها منطقة بدر الجديدة (منطقة الزيود أو ام الأسود) من الجنوب الشرقي. يبلغ عدد سكانها 14,000 نسمة. ماحص تقع على تلة مرتفعة
800 مترا. عن سطح البحر وهو موقع مميز مطل على أراضي فلسطين وجبال البلقاء والبحر الميت وفي وقت الغروب في يوم صاف يمكنك مشاهدة أسوار مدينة القدس بالعين المجردة منها. تشتهر ماحص ببساتينها ويكثر فيها شجر التين والرمان والزيتون، وتكثر الأشجار الحرجية في ماحص مثل البلوط والسنديان والخروب، كما يتخلل بساتينها الكثير من أشجار الحور وتشتهر بعيون الماء العذبة.

## أصل التسمية

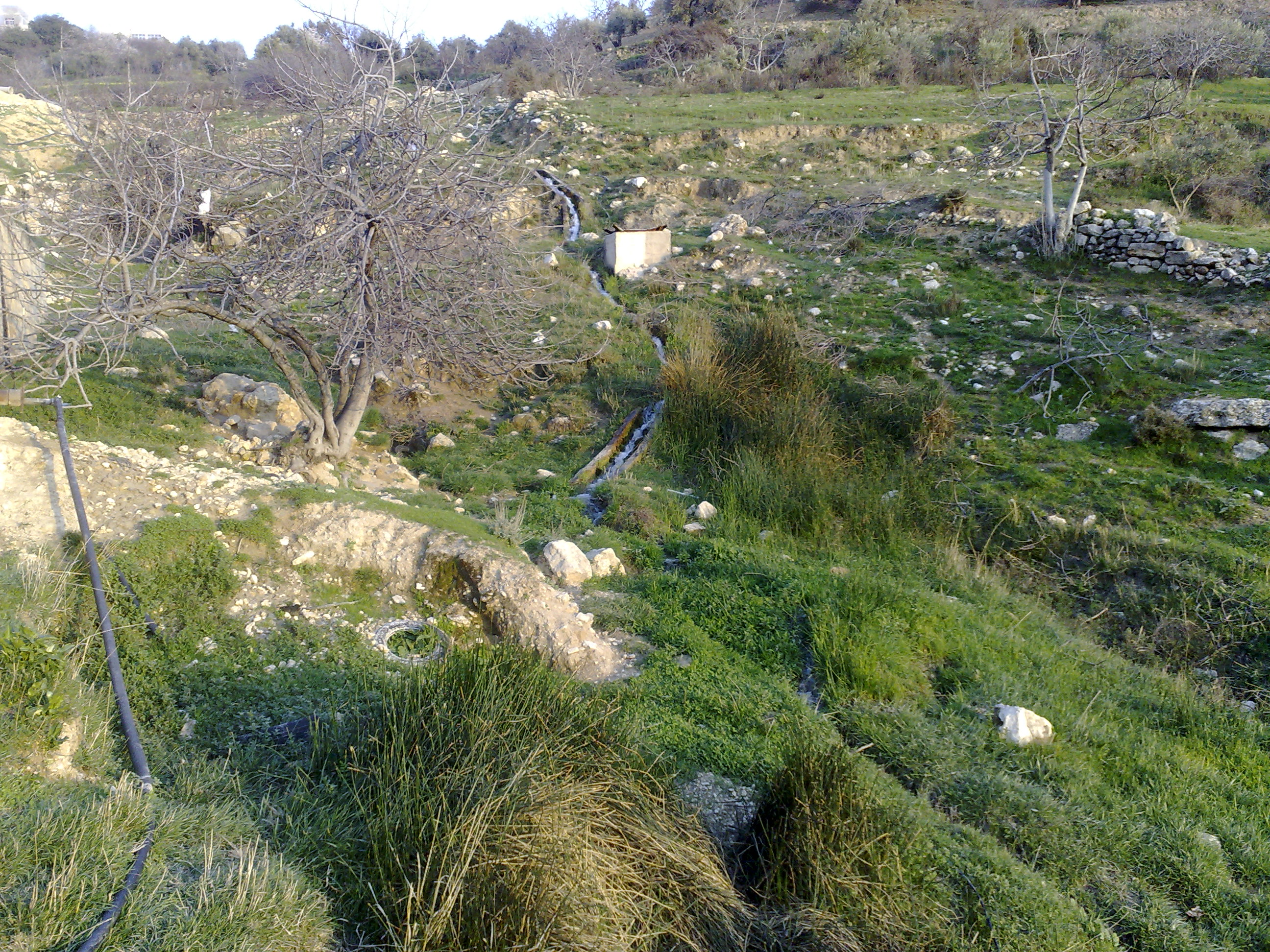
مجرى ماء عين أبو الجربان

أصل التسمية قيل إن ماحص كانت على منطقة حدودية ومركزا على نبع ماحص " لتمحيص البضائع في زمن الرومان. وفي اللغة العربية يرجع البعض كلمة ماحص إلى فاحص وهي مشتقة من داحص يقول محمد بن مكرم بن منظور الأفريقي المصري في كتابه لسان العرب "والدحص إثارة الأرض وفي حديث إسمعيل فجعل يدحص الأرض بعقبيه أي يفحص ويبحث ويحرك التراب". ويعتقد أن اصل هذا التعبير راجع لضرب الشاه بقدمها للأرض عند ذبحها يقول أبي منصور عبد الملك بن محمد بن إسماعيل الثعالبي في كتابه ثمار القلوب في المضاف والمنسوب "وا الداحص والفاحص والماحص سواء يقال للشاة إذا ذبحت دحصت برجلها أي ضربت بها".

## ماحص على مر العصور
كانت ماحص مركزا على نبع ماحص «لتمحيص» البضائع القادمة من الهند جنوب شرق آسيا عبر الجزيرة العربية ومن أوروبا عبر السواحل الشرقية للبحر الأبيض المتوسط لفلسطين ومصر إلى عمّان، عن طريق أريحا – وادي شعيب في زمن الرومان 150-350 وكانت ماحص نقطه حدوديه بين فيلادلفيا وبيرا اليهودية زمن الرومان وكانت مدينة حدوديه وبين حدود أراضي جدارا وفيلادلفيا في زمن البيزنطيين. في حدود منطقة ماحص توجد العديد من الكهوف المنحوتة التي يعود تاريخها إلى حاوالي 4 آلاف عام كما وجد في ماحص فاخريات تعود لألاف السنين كان مصير معظمها الكسر والضياع نتجة عدم علم الناس في الزمن البعيد بأهميتها، مسجد ماحص القديم يعود تاريخه لعام (1350 هـ/1932 م). مما يجدر ذكره ان المسجد يقوم على أنقاض مسجد قديم يعتقد أن تاريخه يعود لزمن عمر بن الخطاب (13 هـ/632 م) وأغلب الظن أنه شيد في عهده. وأيضا وجد حديثا في مقبرة ماحص منحوتات كتابية تعود لعهد الدولة الأموية.

## الأهمية الدينية

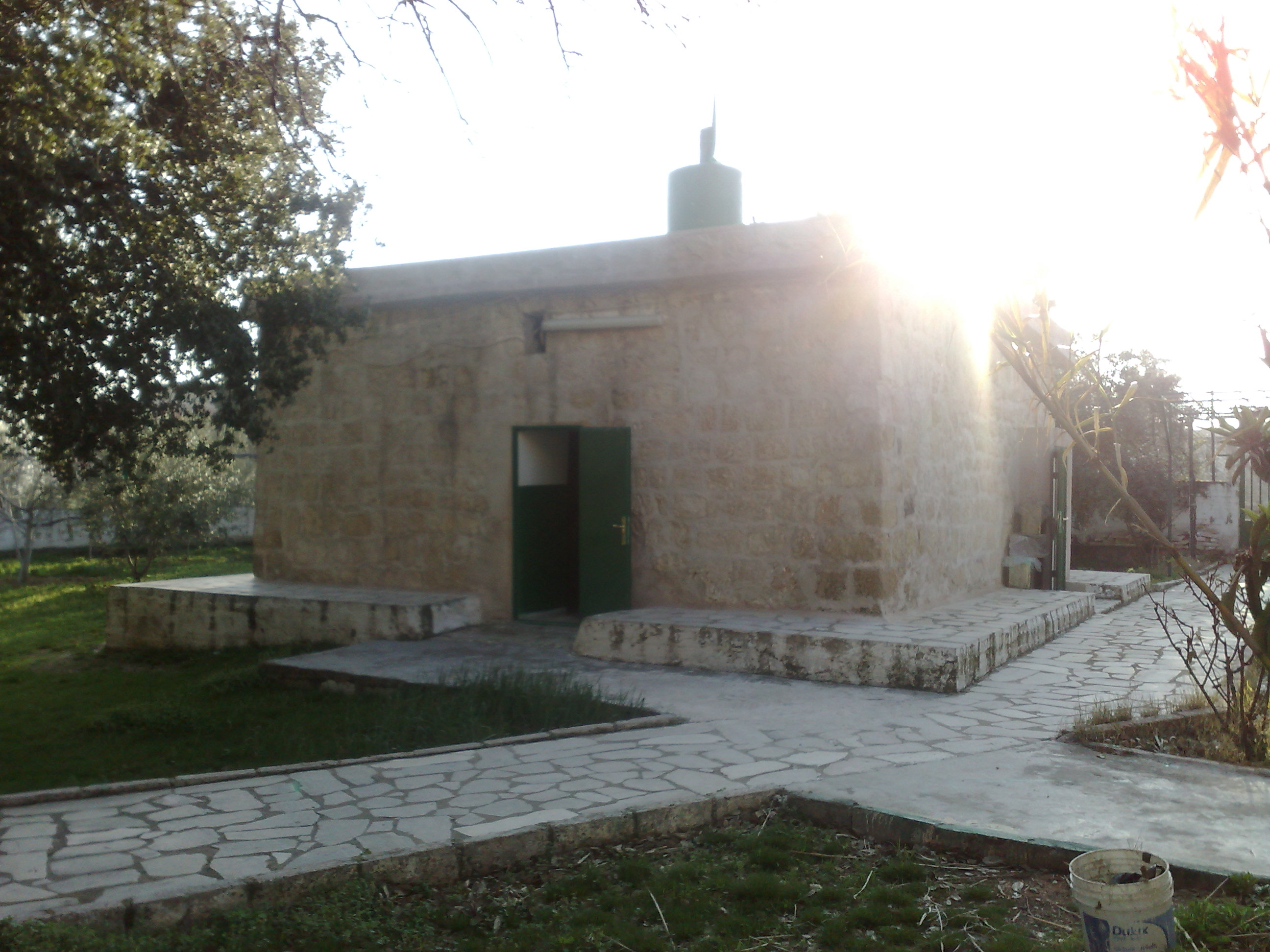
موقع الخضر في ماحص

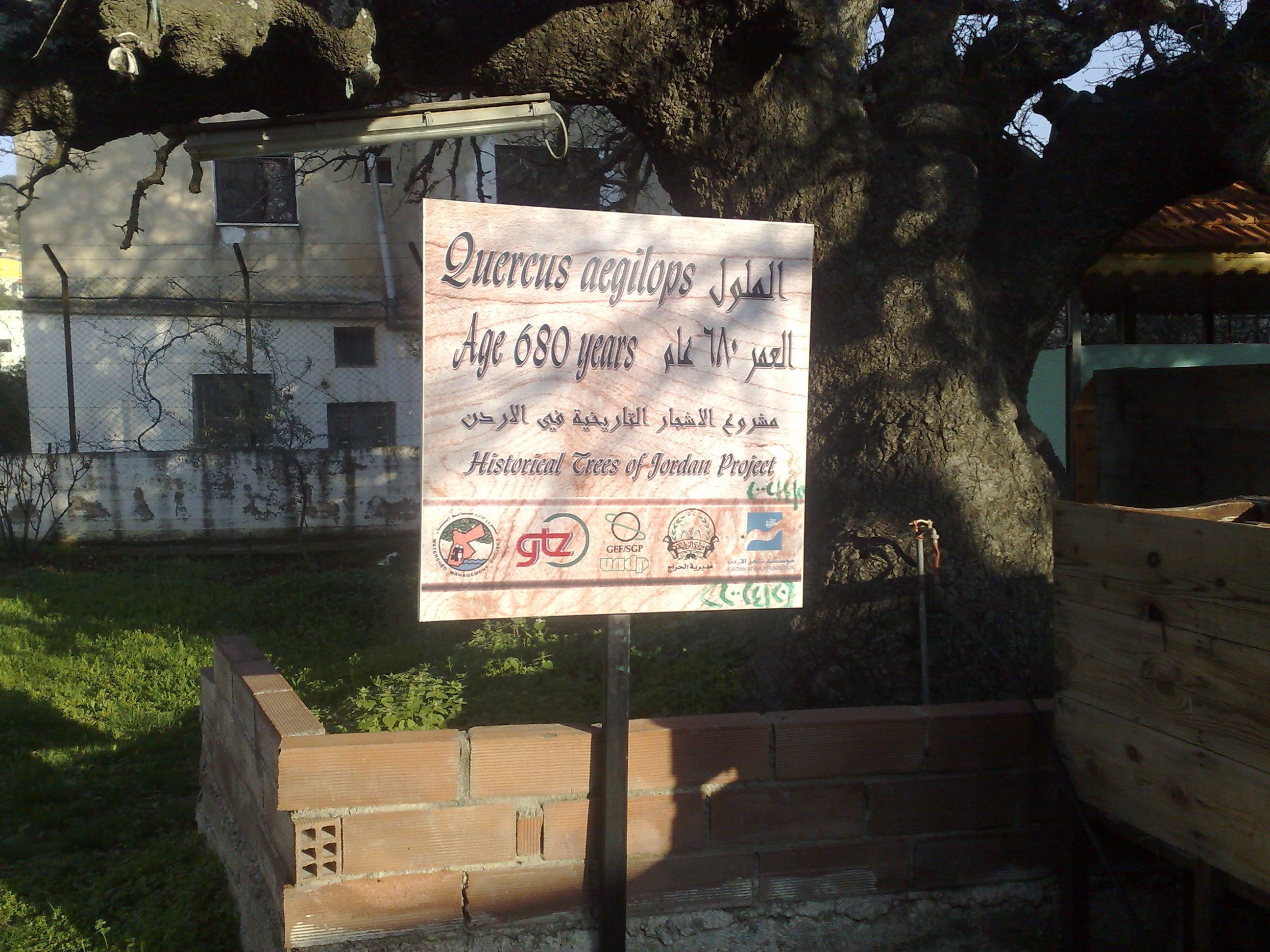
إحدى الأشجار في فناء الموقع

في ماحص يقع مقام للخضر والمعروف بالقديس جاورجيوس في بعض المذاهب المسيحية، والمكان عبارة عن غرفه فوقها قبة خضراء صغيرة وعليها راية خضراء. وهناك أيضا أشجار «الخضر الأخضر» منها شجرتين في فناء الموقع الأولى عمرها حوالي 680 عام والثانية 480 عام وهما شجرتان مكرمتان. مما يجدر ذكره أن مقام النبي الخضر يقع في المنطقة المسمية «الميدان». يقع وادي شعيب على بعد 5 كم غرب ماحص وفي وادي شعيب ضريح نبي الله شعيب حيث دفن، حسب القران الكريم والتوراة فقد بعث شعيب لقوم مدين ومنطقة الميدان والميدة في ماحص مطلات على وادي شعيب.

## اقتصاد ماحص
أشتهرت ماحص في بداية القرن العشرين بإنتاج القمح والشعير والدخان.كما أنتجت التين والرمان والعنب والزيتون، بالأضافه للمزروعات الفصلية كالفاصوليا والخيار وغيرها.في الوقت الحالي قلت الأنشطة الزراعية في ماحص ولكنها لا تزال تنتج التين والزيتون بكميات تجارية.وفي ماحص يتم إنتاج مادة الكاولين وبعض أراضيها يستخرج منها الأسمنت الذي ينتج في مدينة الفحيص المجاورة. الجزء الجنوبي من أراضي ماحص (منطقة الميدة)يمتاز بجباله المطلة وكثرة أشجاره الحرجيه وطبيعته الخلابة النقيه، عدا عن قرب ماحص لمدينة عمان، أصبحت مكان أستقطاب لكبار المسؤليين والتجار في الأردن والدول العربية الشقيقه مما أسهم في تطوير المنطقة وأزدياد الطلب على أراضي ماحص.

## عيون الماء
تشتهر ماحص بعيون الماء العذبة التي يجاوز عددها 270 عين في حدود منطقة ماحص،[بحاجة لمصدر] ولعل أهم هذه الينابيع نبع «عين ماحص» التي لا ينقطع مائها صيفًا أو شتاءًا والتي تروي بساتين ماحص، كذلك من العيون الجارية «عين أبو الجربان» وعين «أم غنوم».

## ماحص في الشعر

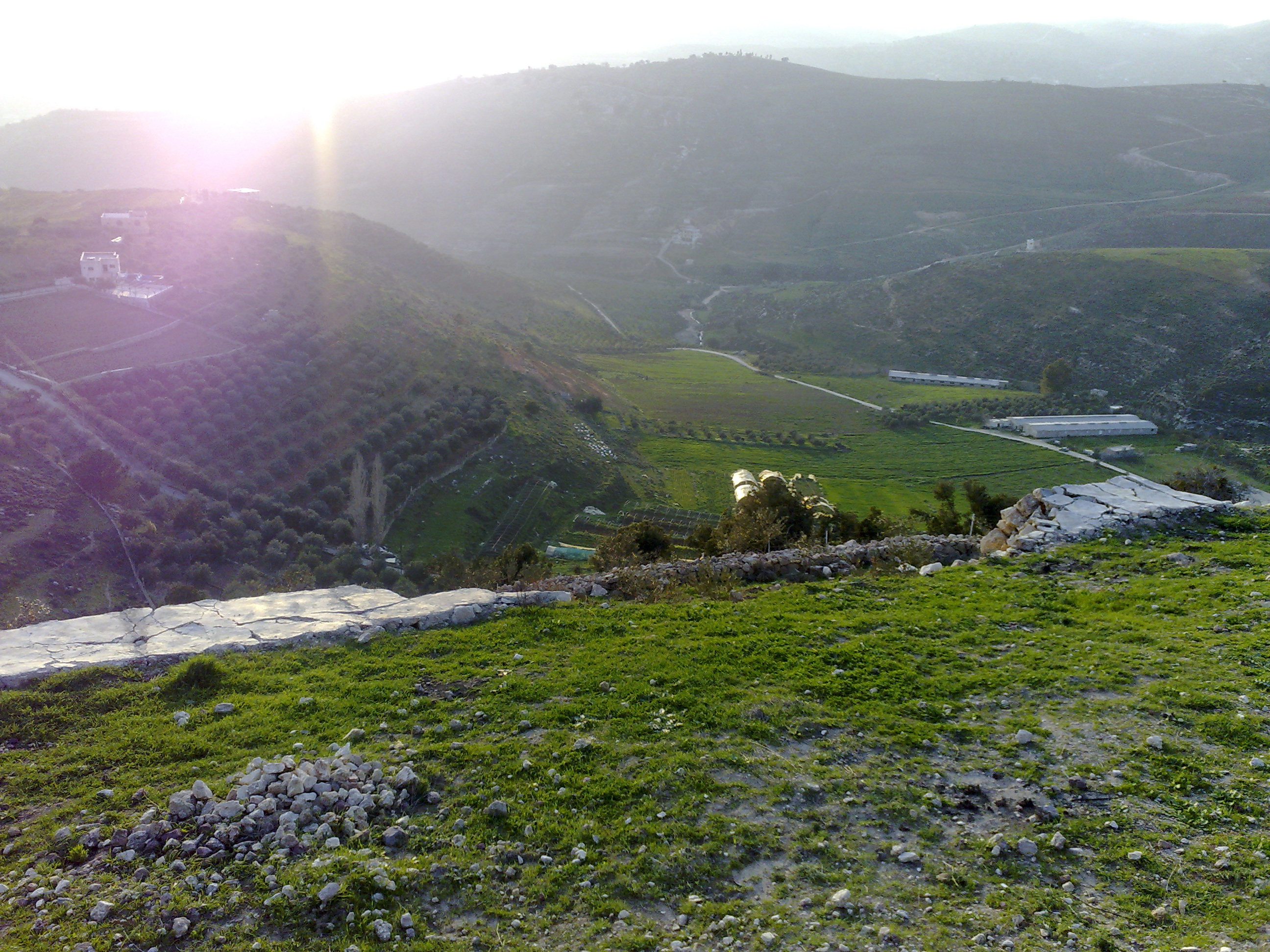
بعض المزارع في منطقة سيقي ماحص

كان عرار مغرما بماحص وبساتينها وجمال طبيعتها الجبلية وهوائها النقي وقد تذكرها في مواضع عده من قصائده حتى باتت من أكثر البلدات الأردنية ذكرا في شعره ان لم تكن أكثرها على الإطلاق.
قال فيها عرار في مطلع قصيدتة واصفا جمال اطلالتها:
وقال فيها أيضا:
وقال عرار في موضع آخر من إحدى قصائده وهو في سجنه في العقبة:
وقال فيها أيضا متذكرا سلمى:
وقال فيها أيضا:

## وصلات خارجية
- موقع مدينة ماحص الرسمي
- صور من ريف ماحص 1
- صور من ريف ماحص 2
- ضريح ومسجد النبي شعيب قرب ماحص
- صور من ماحص في Travelpost.com
- صور بالأقمار الأصطناعية لماحص Google Earth
- الموقع الجغرافي لماحص مع الطقس